# Nesticus vazquezae
Nesticus vazquezae är en spindelart som beskrevs av Willis J. Gertsch 1971. Nesticus vazquezae ingår i släktet Nesticus och familjen grottspindlar. Inga underarter finns listade i Catalogue of Life.